# 马凯尔·约翰逊
马凯尔·达文·约翰逊（英語：Markell Davon Johnson，1998年8月25日—）為美國男子籃球運動員，現效力於中国男子篮球职业联赛深圳新世纪。

## 職業生涯
2020年7月，约翰逊與贝西克塔什簽下兩年合約。2021年10月，牛奶星引進约翰逊。约翰逊出賽23場立陶宛籃球聯賽的比賽，場均挹注12分、3.4籃板、4.3助攻。2022年7月，路德維希堡巨人與约翰逊簽約。2022年8月，约翰逊未通過體檢，被Billy Garrett Jr.頂替。2022年11月，阿斯塔納與约翰逊簽約。2024年11月5日，约翰逊使用合約中的球員選擇權離開阿斯塔納。11月13日，约翰逊與中国男子篮球职业联赛深圳新世纪完成簽約。

## 外部連結
- 马凯尔·约翰逊在fiba.basketball（英语）
- 马凯尔·约翰逊在土耳其籃球超級聯賽（英语）
- 马凯尔·约翰逊在VTB聯賽（英语）
- 马凯尔·约翰逊在德國籃球甲級聯賽（德语）
- 马凯尔·约翰逊在中国男子篮球职业联赛
- 马凯尔·约翰逊在Basketball-Reference.com（國際）（英语）
- 马凯尔·约翰逊在Sports-Reference.com（NCAA）（英语）
- 马凯尔·约翰逊在Eurobasket.com（球員）（英语）
- 马凯尔·约翰逊在Proballers（英语）
- 马凯尔·约翰逊在RealGM（英语）
- 马凯尔·约翰逊在中国篮球数据库
- 马凯尔·约翰逊在Flashscore（英语）